# Riancho
Riancho es un apellido de origen toponímico, por lo que tiene diferentes lugares de procedencia. Alude a un río ancho, (el ensanche de dos ríos en su confluencia). En lo que a Cantabria (España) se refiere, María del Carmen González Echegaray destaca la existencia de dos zonas bien diferenciadas con presencia de este apellido:
- Por un lado, en la zona oriental de la comunidad o bien la zona de Asón-Agüera, que podría estar vinculado al lugar de su nombre en el término de Ramales de la Victoria.

- Por otro, en la zona del valle de Toranzo, que pudiera relacionarse con la confluencia de los ríos Magdalena y Pas, que se extiende desde Alceda hasta Luena, en la que a menudo aparece unido al patronímico González (González de Riancho). La citada autora cree que los toranceses tuvieron su casa originaria en Sel del Tojo, extendiéndose desde ella por el resto de su zona.

## Escudo de armas
Para los de la zona oriental se da por escudo, según María del Carmen González Echegaray: escudo tronchado; primero, en campo de plata, dos armiños de sable, y segundo, ondeado de azur y plata, posiblemente haciendo referencia parlante a algún río ancho. Otros llevaron, en campo de azur, dos fajas de sinople.